# Два дні (фільм, 1927)
«Два дні» — ігровий фільм режисера Георгія Стабового, знятий у 1927 році на Першій кінофабриці ВУФКУ (Одеса). Хронометраж фільму — 60 хв.
Прем'єра фільму відбулася 7 листопада 1927 в Києві, 25 грудня 1927 в Москві.
Займає 46-48 позицію у списку 100 найкращих фільмів в історії українського кіно.

## Синопсис
Білогвардійці покидають місто, у яке заходить Червона армія. У панському маєтку залишаються старий швейцар Антон і панич-гімназист. У панському будинку розташовуються червоноармійці, серед яких більшовик Андрій, син швейцара. Старий не поділяє поглядів сина, він оберігає панича, сховавши його на горищі. Наступного дня місто знову захоплюють білогвардійці, і на тому ж горищі швейцар ховає свого сина. Але панич виказує Андрія, і більшовика стратять. Палає маєток з білогвардійцями, зупиняється серце батька Андрія, настає новий день.

## Творча група
- Режисер — Георгій Стабовий;
- Сценарист — Соломон Лазурін;
- Оператор — Данило Демуцький;
- Художник — Гайнріх Байзенгерц.

## Акторський склад
- Іван Замичковський — Антон, старий швейцар;
- Сергій Мінін — Андрій, його син, більшовик;
- О. Назарова — графиня;
- Тарасевич — граф;
- Валерій Гаккебуш — гімназист, їх син;
- Мілі Таут-Корсо — дружина робітничого;
- Рудаков — сторож;
- Олександр Чуверов — лікар;
- Н. Соколова — 1-а покоївка;
- М. Сидорова — 2-а покоївка;
- П(?).Строганов, В. Грюнберг, Г(В?) Калмиков, Віктор Комар, С. Рапопорт, К. Федотов, Н(М?) Лагуткін — офіцери-денікинці;
- Володимир Уральський, Арсеній Куц — червоноармійці.

## Цікаві факти
- «Два дні» — перша українська стрічка, яка потрапила в комерційний прокат США.
- Музику до фільму в 1932 р. написав відомий український композитор Борис Лятошинський.
- Фільм знімали на легендарній дачі Маразлі на Французькому бульварі в Одесі, а кінцівку на дачі Ашкіназі. Обидві дачі збереглися до наших днів, хоча вже давно втратили оригінальний вигляд і вишуканість. У 20-ті роки ХІХ століття дача Маразлі вважалася легендарним місцем, де завжди збиралася місцева еліта. Це був справжній взірець садово-паркового мистецтва, на території дачі була величезна 40-ка метрова оранжерея, вкрита склом, та штучний грот[2].